# Spartaco Fontanot
Spartaco Fontanot (* 17. Januar 1922 in Monfalcone; † 21. Februar 1944 am Mont Valérien) war ein italienischer Widerstandskämpfer gegen den Nationalsozialismus, Mitglied der französischen Partisanengruppe FTP-MOI und der Gruppe Manouchian.

## Leben
Spartaco Fontanot wurde 1922 als Sohn von Giacomo „Jacques“ Fontanot und dessen Ehefrau Lucie (geborene Furdo) in Italien geboren. Im Alter von zwei Jahren emigrierten seine antifaschistisch aktiven Eltern nach der Machtergreifung Benito Mussolinis nach Nanterre. Fontanot besuchte die Fachhochschule in Puteaux und absolvierte sein Berufsbefähigungszeugnis CAP. Anschließend begann er als Dreher bei einem Unternehmen in Courbevoie. Er trat der Gewerkschaft CGT bei und sympathisierte früh mit den Kommunisten.
Im März 1943 wurden sein Vater und seine Schwester aufgrund ihrer politischen Arbeit verhaftet. In dieser Zeit traf der 21-jährige Fontanot einen der Anführer der „Jungen Kommunisten“, der ihm riet, der FTP-MOI beizutreten, und ihm das FTP-Mitglied Eugène Martinelli vorstellte. Dieser gab ihm den Kampfnamen „Paul“. Am 1. April 1943 tauchte er unter, nahm den Namen Lantier an und lebte in Montreuil. Fontanot wurde ständiges Mitglied der FTP und dient unter Alfredo Terragni im italienischen Kommando.
Seine erster Einsatz erfolgte am 4. Mai 1943, als ein Einsatzkommando der FTP eine Handgranate in den Büros von Mussolinis Partito Nazionale Fascista in Paris zündete. Im Juni 1943 wurde er dem Spezialteam zugeteilt, das für Aktionen gegen die deutschen Besatzer in Frankreich zuständig war. Am 10. Juli 1943 gehörte er zu einer bewaffneten Gruppe, die Sprengstoff auf die Feldkommandantur von Choisy-le-Roi warf. Am 28. Juli nahm er an dem Anschlag auf den ehemaligen Kommandanten von Groß-Paris General Ernst Schaumburg teil, der jedoch scheiterte.  Am 20. August tötete das Spezialteam einen deutschen Hauptmann in Le Kremlin-Bicêtre. Am 20. Oktober gegen 19:10 Uhr warf die Gruppe eine Granate durch das Fenster eines von den Deutschen besuchten Restaurants in der Rue Caumartin 62 in Paris.

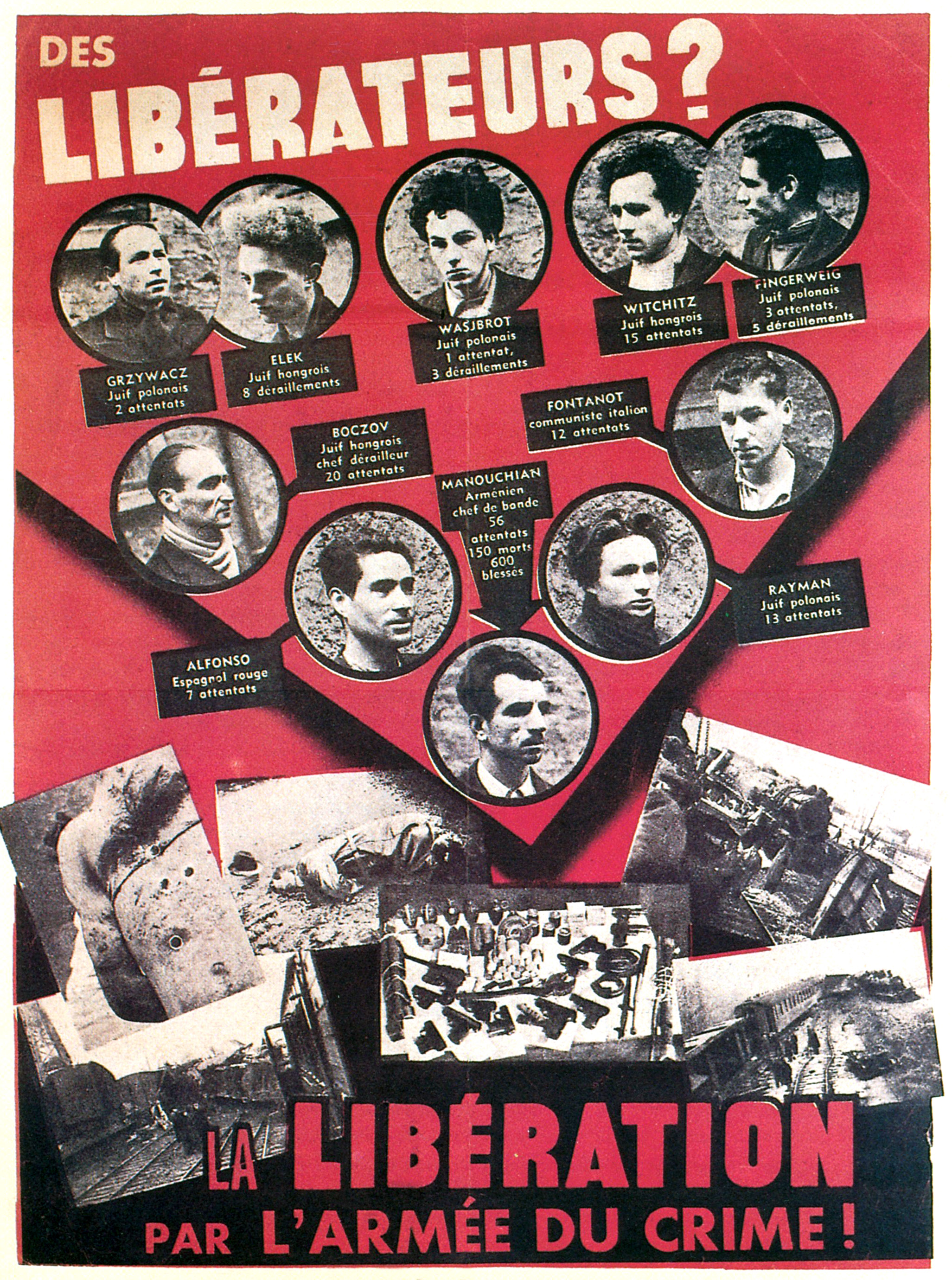
Affiche rouge

Am 12. November 1943 trafen sich gegen 13 Uhr sieben Mitglieder der Gruppe Manouchian in der Pariser Rue Lafayette. Rino Della Negra und Robert Witchitz sollten einen deutschen Geldtransporterfahrer überfallen, fünf weitere, darunter Fontanot, sollten für Rückendeckung sorgen. Doch der Überfall misslang. Der Fahrer wurde von einem deutschen Soldaten flankiert. Witchitz und Della Negra eröffneten das Feuer. Als Polizei und Feldgendarmerie eintrafen, kam es zu einer Schießerei. Der schwer verwundete Della Negra wurde festgenommen. Der leichter verwundete Witchitz konnte fliehen und erst am nächsten Tag festgenommen. Auch die anderen Attentäter wurden in den folgenden Tagen inhaftiert: Inspektoren der Brigades spéciales Nr. 2 (BS2) verhafteten Antoine Salvadori und Cesare Luccarini am selben Tag, Georges Cloarec und Spartaco Fontanot am folgenden Tag und dann auch Roger Rouxel.
Die Polizei beschlagnahmte in Fontanots Wohnung eine automatische Pistole, Dokumente und Flugblätter. Er wurde in den Räumlichkeiten der Brigades spéciales im Polizeipräsidium verhört und gefoltert. Anschließend lieferte man ihn den Deutschen aus und inhaftierte ihn im Gefängnis Fresnes. Mit weiteren 23 Angeklagten wurde er am 18. Februar 1944 vor dem Gericht in Paris-Bresse angeklagt und zum Tode verurteilt.
Spartaco Fontanot wurde er am 21. Februar 1944 um 15:24 Uhr auf dem Mont Valérien zusammen mit 21 anderen Verurteilten hingerichtet. Sein Leichnam wurde der Familie übergeben und auf dem Friedhof von Ivry-sur-Seine beigesetzt.
Der Name und das Foto von Spartaco Fontanot erschienen auf dem Affiche rouge, einem Propagandaplakat der Nationalsozialisten, das an die Wände der Großstädte geklebt wurde. Unter dem rhetorischen Titel „Befreier?“ präsentierte es die Widerstandskämpfer als Kriminelle und zeigt einige Fotos ihrer Anschläge. neben seinem Foto steht: „FONTANOT, italienischer Kommunist, 12 Attentate“.

## Ehrungen
Im Jahr 1945 änderte der Gemeinderat von Nanterre den Namen der „Rue des Basses-Groues“ in „Rue Trois-Fontanot“ zu Ehren von Spartaco Fontanot, seinem Vater und seinem Cousin Nerone, der auch im Widerstand aktiv gewesen war. Posthum wurde er mit dem Croix de Vermeil und der Médaille de la Résistance ausgezeichnet. Der Name Spartaco Fontanot erscheint auf den Gedenktafeln für die Gruppe Manouchian in der Rue au Maire 19 in Paris, in Marseille, in Évry sowie auf der Gedenkglocke des Mont Valérien und dem Kriegerdenkmal von Nanterre.